# Möllenbeck (Ludwigslust-Parchim járás)
Möllenbeck település Németországban, Mecklenburg-Elő-Pomeránia tartományban. Lakosainak száma 182 fő (2023. december 31.).

## Népesség
A település népességének változása:
| Lakosok száma | 211  | 178  | 178  | 187  | 180  | 182  |
|               | 2014 | 2017 | 2019 | 2021 | 2022 | 2023 |